# Anomala denuda
Anomala denuda är en skalbaggsart som beskrevs av Gilbert John Arrow 1899. Anomala denuda ingår i släktet Anomala och familjen Rutelidae. Inga underarter finns listade i Catalogue of Life.